# Vigário Tenório
Pedro de Souza Tenório, o Vigário Tenório (Recife, 29 de junho de 1779 — Recife, 10 de julho de 1817), foi um religioso e revolucionário brasileiro. Foi um dos líderes e mártires da Revolução Pernambucana de 1817.
Condenado à morte pelo crime de lesa-majestade, o Padre Souza Tenório sofreu abjeto vilipêndio: foi enforcado, teve a cabeça decepada, as mãos cortadas e o corpo amarrado a dois cavalos e arrastado pelas ruas do Recife, num episódio que comoveu os moradores e os próprios carrascos.

## Biografia
Pedro de Souza Tenório nasceu no Recife, então Capitania de Pernambuco, em 29 de junho de 1779. Educado na Universidade de Coimbra em Portugal, foi designado para a paróquia da vila de Nossa Senhora da Conceição, hoje Vila Velha, em Itamaracá. Ali, revolucionou não apenas a prática pastoral, mas a agricultura com a implementação de modernas técnicas agrícolas.
Logo após eclodir a Revolução Pernambucana, o Padre Tenório e todos os paroquianos cercaram com a ajuda de uma pequena tropa o Forte Orange, que estava ocupado pelos portugueses, e ele, sozinho, foi ao encontro do comandante e rendeu toda a guarnição portuguesa.
Pelo seu envolvimento na insurreição de 1817, foi condenado à morte por crime de lesa-majestade. No dia da execução, andou para o lugar do suplício vestindo uma túnica e um capuz brancos, pálido e desfeito, sendo enforcado e decepado. Seu corpo foi então amarrado a dois cavalos e arrastado pelas ruas do Recife. A cabeça foi exposta em Itamaracá, e as mãos foram pregadas em um poste da vila de Goiana.